# Holopelus irroratus
Holopelus irroratus är en spindelart som först beskrevs av Tord Tamerlan Teodor Thorell 1899.  Holopelus irroratus ingår i släktet Holopelus och familjen krabbspindlar.
Artens utbredningsområde är Kamerun. Inga underarter finns listade i Catalogue of Life.